# والیبال قهرمانی مردان جهان

نامواره والیبال قهرمانی مردان جهان ۱۹۹۴

اف‌آی‌وی‌بی والیبال قهرمانی جهان یا اف‌آی‌وی‌بی قهرمانی جهان معتبرترین مسابقات بین‌المللی والیبال جهان پس از المپیک است که هر دو سال یک‌بار با شرکت تیم‌های ملی والیبال مردان برتر دنیا برگزار می‌شود.
این مسابقات از سال ۱۹۴۹ تاکنون به‌طور منظم برگزار شده است. قهرمانی جهان، بعد از المپیک دومین تورنمنت معتبر و اولین تورنمنت معتبر زیر نظر فدراسیون بین‌المللی والیبال در جهان است.

## پیشینه
اولین دوره این مسابقات در سال ۱۹۴۹ دو سال بعد از تأسیس فدراسیون بین‌المللی والیبال در شهر پراگ، چکسلواکی برگزار شد. درحالی‌که تنها چهار سال از پایان جنگ جهانی دوم می‌گذشت و هنوز دنیا ویرانه بود نخستین دوره این بازی‌ها فقط با شرکت تیم‌های اروپایی و تنها در بخش مردان برگزار شد. سه سال بعد کشورهایی از آسیا نیز به رقابت‌ها پای گذاشتند و نسخه زنانه‌ای از بازی‌ها نیز خلق شد.
با پیوستن والیبال به جمع ورزش‌های المپیکی در المپیک ۱۹۶۴ توکیو از ۱۹۶۰ بازی‌ها به شکل دو سال یک‌بار درآمد. در ۱۹۷۰ برای اولین بار تیم‌هایی از آفریقا نیز در این رویداد شرکت کردند و دامنه جغرافیایی رقابت‌ها به هر پنج قاره گسترش یافت.
شمار تیم‌های شرکت‌کننده با افزایش محبوبیت والیبال افزایش مداومی داشت و در ده‌های ۱۹۷۰ و ۱۹۸۰ به بیش از بیست تیم رسید. این تعداد در دهه ۹۰ به کاهش و در سال ۲۰۰۲ در رقم ۲۴ تثبیت شد تا بازی‌های مردان و زنان به جز سال‌های ۱۹۶۶ و ۱۹۶۷ در یک کشور برگزار می‌شد. اما از ۱۹۷۸ این شیوه به‌طور اتفاقی انجام شده است. امروزه این مسابقات دومین تورنمنت معتبر والیبال جهان پس از والیبال المپیک است.

## پرافتخارترین‌ها
تیم اتحاد جماهیر شوروی با شش قهرمانی، دو نایب قهرمانی و سه مقام سومی پرافتخارترین تیم قهرمانی جهان محسوب می‌شود البته این رکورد به دلیل فروپاشی هرگز تغییر نخواهد کرد ولی همچنان در جایگاه اول جدول آمار قرار دارد. بعد از فروپاشی شوروی پانزده کشور به‌وجود آمد که از میان آنها فقط روسیه موفق به کسب قهرمانی جهان شده است.
رکورد شوروی، یوگسلاوی چکسلواکی به تنهایی به هیچ‌یک کشورها اختصاص ندارد.
تیم‌های ایتالیا و جمهوری چک در رده‌های بعدی قرار دارند.

## خلاصه نتایج
| سال         | میزبان                        | فینال                 | فینال  | فینال                | رده‌بندی               | رده‌بندی | رده‌بندی               | تعداد تیم‌ها |
| سال         | میزبان                        | قهرمان                | نتیجه  | نایب قهرمان          | سوم                   | نتیجه   | چهارم                 | تعداد تیم‌ها |
| ----------- | ----------------------------- | --------------------- | ------ | -------------------- | --------------------- | ------- | --------------------- | ----------- |
| ۱۹۴۹ جزئیات | چکسلواکی                      | · اتحاد جماهیر شوروی  | دوره‌ای | · چکسلواکی           | · بلغارستان           | دوره‌ای  | · رومانی              | ۱۰          |
| ۱۹۵۲ جزئیات | اتحاد جماهیر شوروی سوسیالیستی | · اتحاد جماهیر شوروی  | دوره‌ای | · چکسلواکی           | · بلغارستان           | دوره‌ای  | · رومانی              | ۱۱          |
| ۱۹۵۶ جزئیات | فرانسه                        | · چکسلواکی            | دوره‌ای | · رومانی             | · اتحاد جماهیر شوروی  | دوره‌ای  | · لهستان              | ۲۰          |
| ۱۹۶۰ جزئیات | برزیل                         | · اتحاد جماهیر شوروی  | دوره‌ای | · چکسلواکی           | · رومانی              | دوره‌ای  | · لهستان              | ۱۴          |
| ۱۹۶۲ جزئیات | اتحاد جماهیر شوروی سوسیالیستی | · اتحاد جماهیر شوروی  | دوره‌ای | · چکسلواکی           | · رومانی              | دوره‌ای  | · بلغارستان           | ۲۱          |
| ۱۹۶۶ جزئیات | چکسلواکی                      | · چکسلواکی            | دوره‌ای | · رومانی             | · اتحاد جماهیر شوروی  | دوره‌ای  | · آلمان شرقی          | ۲۲          |
| ۱۹۷۰ جزئیات | بلغارستان                     | · آلمان شرقی          | دوره‌ای | · بلغارستان          | · ژاپن                | دوره‌ای  | · چکسلواکی            | ۲۴          |
| ۱۹۷۴ جزئیات | مکزیک                         | · لهستان              | دوره‌ای | · اتحاد جماهیر شوروی | · ژاپن                | دوره‌ای  | · آلمان شرقی          | ۲۴          |
| ۱۹۷۸ جزئیات | ایتالیا                       | · اتحاد جماهیر شوروی  | ۳–۰    | · ایتالیا            | · کوبا                | ۳–۱     | · کرهٔ جنوبی           | ۲۴          |
| ۱۹۸۲ جزئیات | آرژانتین                      | · اتحاد جماهیر شوروی  | ۳–۰    | · برزیل              | · آرژانتین            | ۳–۰     | · ژاپن                | ۲۴          |
| ۱۹۸۶ جزئیات | فرانسه                        | · ایالات متحده آمریکا | ۳–۱    | · اتحاد جماهیر شوروی | · بلغارستان           | ۳–۰     | · برزیل               | ۱۶          |
| ۱۹۹۰ جزئیات | برزیل                         | · ایتالیا             | ۳–۱    | · کوبا               | · اتحاد جماهیر شوروی  | ۳–۰     | · برزیل               | ۱۶          |
| ۱۹۹۴ جزئیات | یونان                         | · ایتالیا             | ۳–۱    | · هلند               | · ایالات متحده آمریکا | ۳–۱     | · کوبا                | ۱۶          |
| ۱۹۹۸ جزئیات | ژاپن                          | · ایتالیا             | ۳–۰    | · یوگسلاوی           | · کوبا                | ۳–۱     | · برزیل               | ۲۴          |
| ۲۰۰۲ جرئیات | آرژانتین                      | · برزیل               | ۳–۲    | · روسیه              | · فرانسه              | ۳–۰     | · یوگسلاوی            | ۲۴          |
| ۲۰۰۶ جرئیات | ژاپن                          | · برزیل               | ۳–۰    | · لهستان             | · بلغارستان           | ۳–۱     | · صربستان و مونته‌نگرو | ۲۴          |
| ۲۰۱۰ جزئیات | ایتالیا                       | · برزیل               | ۳–۰    | · کوبا               | · صربستان             | ۳–۱     | · ایتالیا             | ۲۴          |
| ۲۰۱۴ جزئیات | لهستان                        | · لهستان              | ۳–۱    | · برزیل              | · آلمان               | ۳–۰     | · فرانسه              | ۲۴          |
| ۲۰۱۸ جزئیات | بلغارستان / ایتالیا           | · لهستان              | ۳–۰    | · برزیل              | · ایالات متحده آمریکا | ۳–۱     | · صربستان             | ۲۴          |
| ۲۰۲۲ جزئیات | لهستان / اسلوونی              | · ایتالیا             | ۳–۱    | · لهستان             | · برزیل               | ۳–۱     | · اسلوونی             | ۲۴          |
| ۲۰۲۵ جزئیات | فیلیپین                       |                       |        |                      |                       |         |                       | ۳۲          |

## خلاصه مدال
| رتبه | کشور                | طلا | نقره | برنز | مجموع |
| ۱    | اتحاد جماهیر شوروی  | ۶   | ۲    | ۳    | ۱۲    |
| ۲    | ایتالیا             | ۴   | ۱    | ۰    | ۵     |
| ۳    | برزیل               | ۳   | ۳    | ۱    | ۷     |
| ۴    | لهستان              | ۳   | ۲    | ۰    | ۵     |
| ۵    | چکسلواکی            | ۲   | ۴    | ۰    | ۶     |
| ۶    | ایالات متحده آمریکا | ۱   | ۰    | ۲    | ۳     |
| ۷    | آلمان               | ۱   | ۰    | ۱    | ۲     |
| ۸    | کوبا                | ۰   | ۲    | ۲    | ۴     |
| ۸    | رومانی              | ۰   | ۲    | ۲    | ۴     |
| ۱۰   | بلغارستان           | ۰   | ۱    | ۴    | ۵     |
| ۱۱   | یوگسلاوی            | ۰   | ۱    | ۱    | ۲     |
| ۱۲   | هلند                | ۰   | ۱    | ۰    | ۱     |
| ۱۲   | روسیه               | ۰   | ۱    | ۰    | ۱     |
| ۱۳   | ژاپن                | ۰   | ۰    | ۲    | ۲     |
| ۱۴   | آرژانتین            | ۰   | ۰    | ۱    | ۱     |
| ۱۴   | فرانسه              | ۰   | ۰    | ۱    | ۱     |
| ۱۴   | صربستان             | ۰   | ۰    | ۱    | ۱     |